# San Lorenzo (Guimaras)
San Lorenzo is een gemeente in de Filipijnse provincie Guimaras. Bij de laatste census in 2007 had de gemeente ruim 22 duizend inwoners.

## Geografie

### Bestuurlijke indeling
San Lorenzo is onderverdeeld in de volgende 12 barangays:
| - Aguilar - Cabano - Cabungahan - Constancia - Gaban - Igcawayan | - M. Chavez - San Enrique - Sapal - Sebario - Suclaran - Tamborong |

## Demografie
San Lorenzo had bij de census van 2007 een inwoneraantal van 22.319 mensen. Dit zijn 2.151 mensen (10,7%) meer dan bij de vorige census van 2000. De gemiddelde jaarlijkse groei komt daarmee uit op 1,41%, hetgeen lager is dan het landelijk jaarlijks gemiddelde over deze periode (2,04%).